# Vysílač Liblice A
Vysílač Liblice A byl postaven v letech 1929 až 1931 poblíž Liblic, části města Český Brod. Jižní věž se začala stavět 16. července 1930, severní věž 7. ledna 1931. Oba stožáry byly dokončeny 16. dubna 1931. Vysílání ze studia pražského Radiojournalu bylo zahájeno 27. října 1931 a na trvalý provoz se přešlo 31. prosince 1931.
Pozemek v Liblicích byl vybrán díky své geografické poloze vzhledem k Praze i celé republice a také díky blízkosti stabilního zdroje elektřiny, který zajišťoval Elektrárenský svaz středolabských okresů s elektrárnami v Kolíně, Poděbradech a Nymburce. Vedle toho byl také nový dálkový telegrafní kabel veden z Prahy do Pardubic a Olomouce přes Český Brod. Spolu s ním bylo vhodné položit i modulační rozhlasový kabel z Prahy do nové stanice v Liblicích.
Autorem návrhu hlavní budovy stanice byl architekt ing. R. Bucháček z Prahy, projekt vypracoval ing. Radim Natolín z Prahy. Výstavbu budov prováděla firma stavitele ing. Karla Husara, betonářské práce firma ing. Bohumila Belady z Prahy. Anténní věže navrhl Dr. ing. Haas a jejich konstrukci provedly Vítkovické železárny. Vlastní vysílač dodala firma International Standart Corp. v Paříži.
Vysílací domek měl rozměry 20 × 13,5 m. V přízemí byla strojovna, v patře pak vysílací hala. V budově bylo také zřízeno nouzové studio pro případ přerušení spojení s Prahou. Celý objekt byl elektricky odstíněn měděným plechem o tloušťce 0,6 mm.
Dvě anténní věže byly 150 m vysoké. Na vrcholu měly ochoz o stranách 150 cm, jehož středem procházelo lano napínací vlastní lano anténní. Lano bylo napínáno závažím sestávajícím z betonových kvádrů v ocelovém rámu. Věže od sebe byly vzdáleny 250 m a mezi nimi byla natažena anténa typu „T“, tj. antény složené z lana, napjatého mezi dvěma stožáry, a svodu do technologické budovy mezi stožáry.
Věže stály na svém místě až do 11. srpna 2004, kdy byly odstřeleny.

## Vysílaná rozhlasová stanice
|         | Stanice      | Kmitočet | Výkon (ERP) |
| ------- | ------------ | -------- | ----------- |
| AM (SV) | Radiojournal | 617 kHz  | 120 kW      |